# اورگرین پارک (ایلینوی)
اورگرین پارک (به انگلیسی: Evergreen Park) یک روستا در ایالات متحده آمریکا است که در شهرستان کوک (ایلینوی) قرار دارد. اورگرین پارک ۸٫۱۹ کیلومتر مربع مساحت و ۱۹٬۸۵۲ نفر جمعیت دارد.